# アキルベク・ジャパロフ
アキルベク・ジャパロフ（Akylbek Japarov, 1964年9月14日 - ）は、キルギスの政治家で、2021年10月12日から2024年12月までキルギスの首相を務めた。

## 来歴
1964年、キルギス・ソビエト社会主義共和国のイシク・クル州バルイクチ生まれ。1986年にキルギス工科大学の卒業と同時に土木工学の学位を取得し、ビシュケク金融経済アカデミーで金融管理の学位を取得する。暫くはキルギス工科大学の教師として勤務していた。
一時はジョゴルク・ケネシ議員に当選したこともある。アスカル・アカエフ政権下で第一副首相補佐官を務めた他、チューリップ革命後はクルマンベク・バキエフ政権下では経済財政大臣を務めた。財務大臣就任中は重債務貧困国として世界通貨基金の支援プロジェクトに参加することに支持した。2021年10月にはサディル・ジャパロフ大統領より閣僚会議議長に任命される。2024年12月16日に閣僚会議議長を辞任。